# Bee Gees Pop History Vol. 5
A  Bee Gees Pop History Vol. 5 című lemez a Bee Gees  együttes 1972-ben, Argentínában és Uruguayban kiadott 2 LP-s válogatáslemeze a Pop History sorozat keretében. Az első négy lemez a Cream, Jimi Hendrix, Eric Clapton és a The Who dalait tartalmazza.

## Az album dalai
Side 1
1. Lonely Days (Dias solitarios) (Barry, Robin és Maurice Gibb) – 3:45
2. Cucumber Castle (Castillo de pepinos) (Barry és Robin Gibb) – 2:04
3. Edison (Barry, Robin és Maurice Gibb) – 3:07
4. I.O.I.O. (Barry Gibb, Maurice Gibb) – 2:53
5. I Can't See Nobody (No puedo ver a nadie) (Barry és Robin Gibb) – 3:48
6. Lemons Never Forget (Los limones nunca olvidan) (Barry, Robin és Maurice Gibb) – 3:02

Side 2
1. Tell Me Why (Dime por que) (Barry Gibb) – 3:12
2. Claustrophobia (Claustrofobia) (Barry Gibb) – 2:27
3. Horizontal (Barry, Robin és Maurice Gibb) – 3:38
4. Never Say Never Again (Nunca vuelvas a decir nunca) (Barry, Robin és Maurice Gibb) – 3:28
5. You'll Never See My Face Again (Nunca volveras a ver mi cara) (Barry, Robin és Maurice Gibb) – 4:16
6. In the Morning (En la mañana) (Barry Gibb) – 3:53

Side 3
1. If I Only Had My Mind on Something Else (Si tan solo tuviera mi mente en otra cosa) (Barry és Maurice Gibb) – 2:33
2. The Lord (El Senor) (Barry, Robin és Maurice Gibb) – 2:19
3. Sweetheart (Novia) (Barry Gibb, Maurice Gibb) – 3:08
4. Trafalgar (Barry és Maurice Gibb) – 3:53
5. Walking Back to Waterloo (Regresando a Waterloo) (Barry, Robin és Maurice Gibb) – 3:51
6. How Can You Mend a Broken Heart (Como puedes reparar un corazon roto) (Barry és Robin Gibb) – 3:58

Side 4
1. Don't Wanna Live Inside Myself (No quiero vivir dentro de mi) (Barry Gibb) – 5:25
2. Israel (Barry és Robin Gibb) – 3:45
3. Birdie Told Me (Me lo conto un pajarito) (Barry, Robin és Maurice Gibb) – 2:25
4. Two Years On (En dos anos)  (Barry, Robin és Maurice Gibb) – 3:57
5. Indian Gin and Whisky Dry (Gin indio y whisky seco) (Barry, Robin és Maurice Gibb) – 2:01
6. Really and Sincerely (Real y sinceramente) (Barry, Robin és Maurice Gibb) – 3:11

## Közreműködők
- The Bee Gees